# 比都佐神社
比都佐神社（ひつさじんじゃ）は、滋賀県蒲生郡日野町十禅師にある神社。旧社格は県社。

## 祭神
- 日子火々出見尊
- 天津日子火瓊々杵尊
- 木花開耶姫尊
- 武甕槌神
- 天太玉神
- 大己貴神
- 経津主神
- 天児屋根神
- 猿田彦神

## 神紋
- 三ッ巴

## 歴史
延喜式内社論社。必佐郷の惣社。中世、日吉神社（現日吉大社）の神領となり日吉七社のひとつである十禅権現（現日吉大社摂社樹下宮）を勧請して「必都佐十禅師」と称した。
明治15年（1882年）に村社、大正15年（1926年）に郷社、昭和6年（1931年）に県社に列格した。

## 祭事
- 4月14日 例祭

## 社殿
本社に残されている『御官請取日記』によると、応安4年（1371年）、文明18年（1486年）、享保2年（1717年）および文化5年（1808年）の4度社殿を建て替えた記録が残る。明治17年（1884年）に火災により社殿を失ったが、翌々19年に再建された。

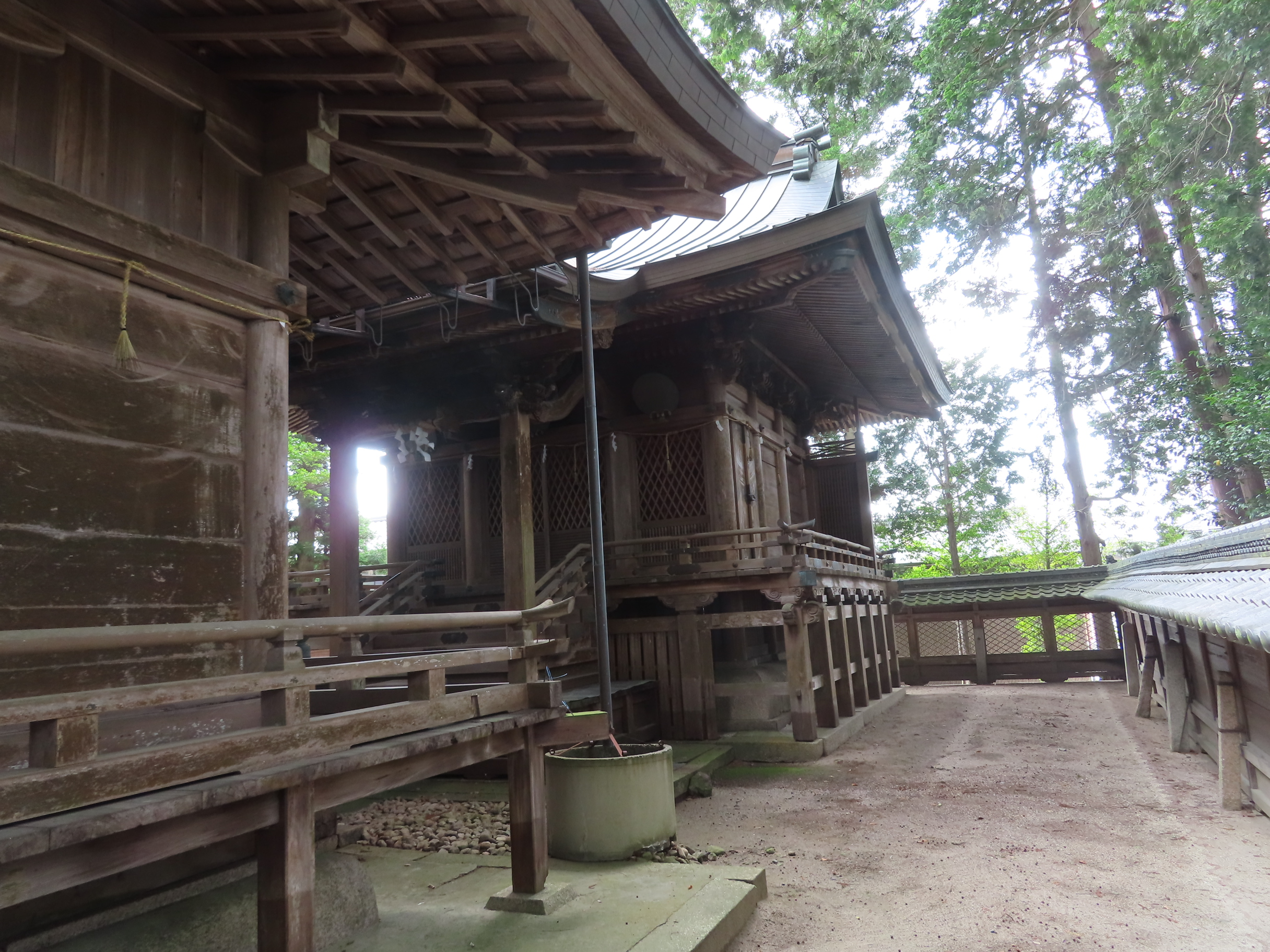
本殿
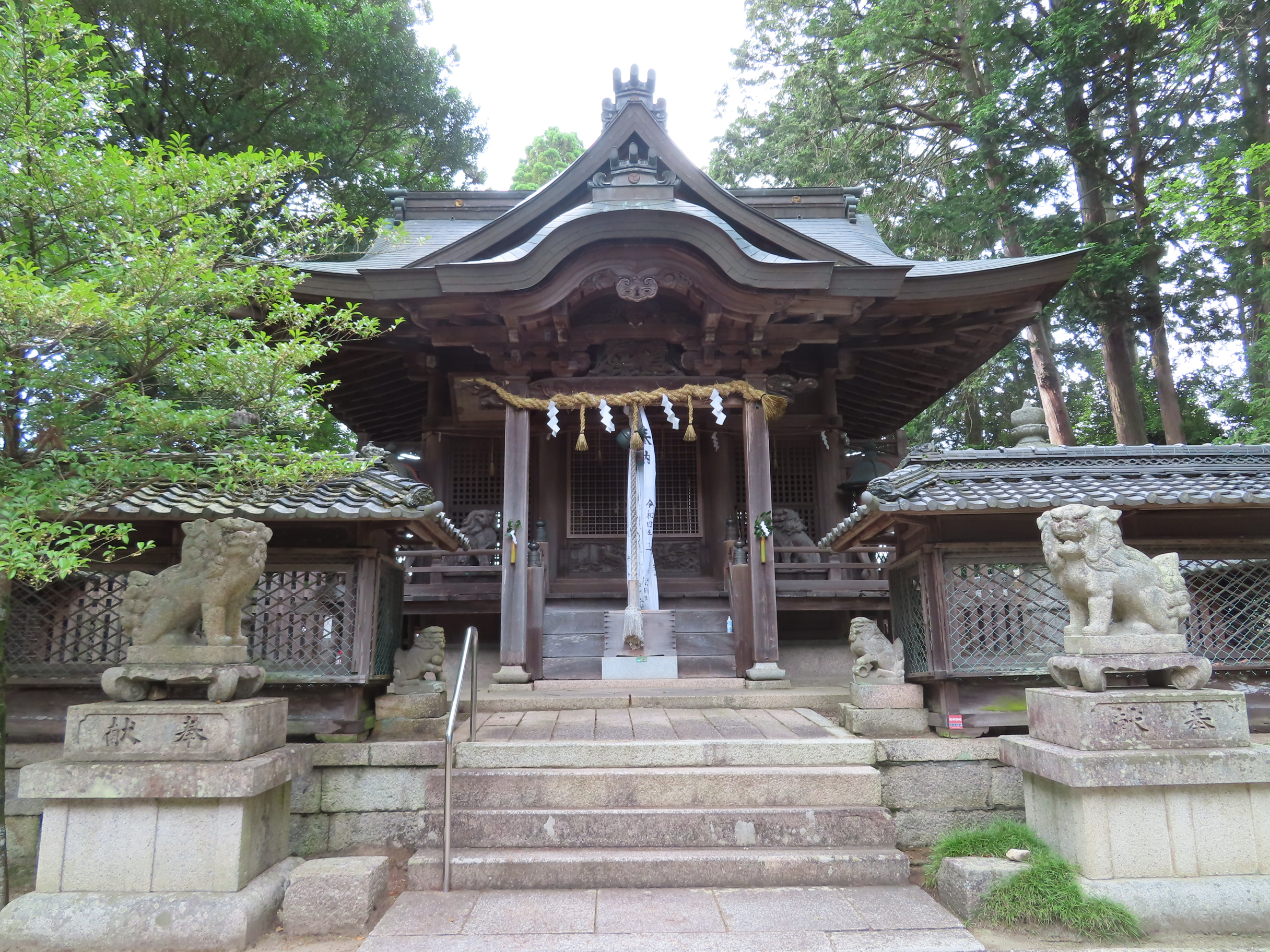
拝殿
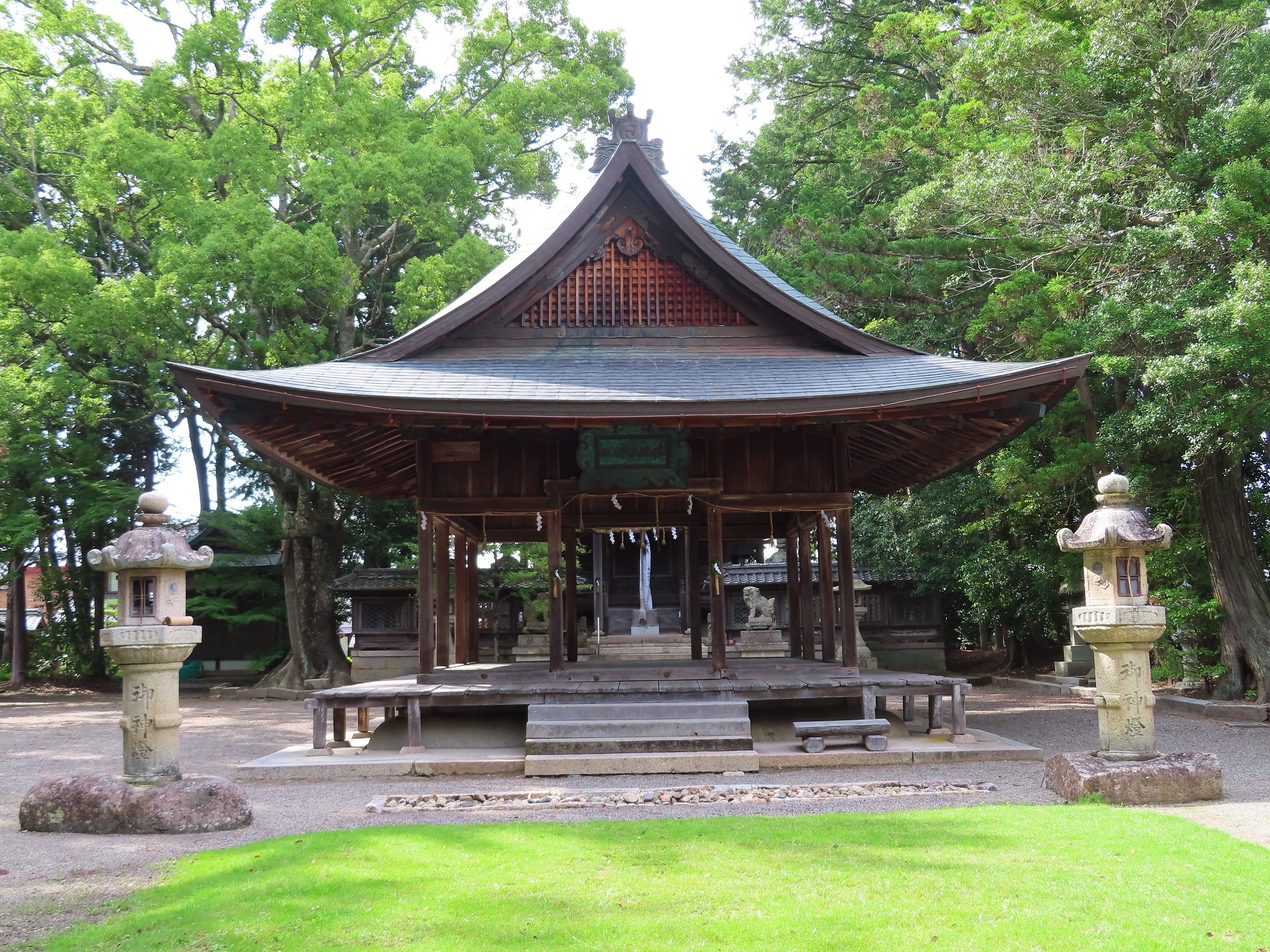
神楽殿

## 境内社
- 皇大神宮
- 野神神社

## 文化財
- 宝篋印塔 - 「嘉元二年甲辰（1304年）十二月二日」の刻銘が残る。国の重要文化財。

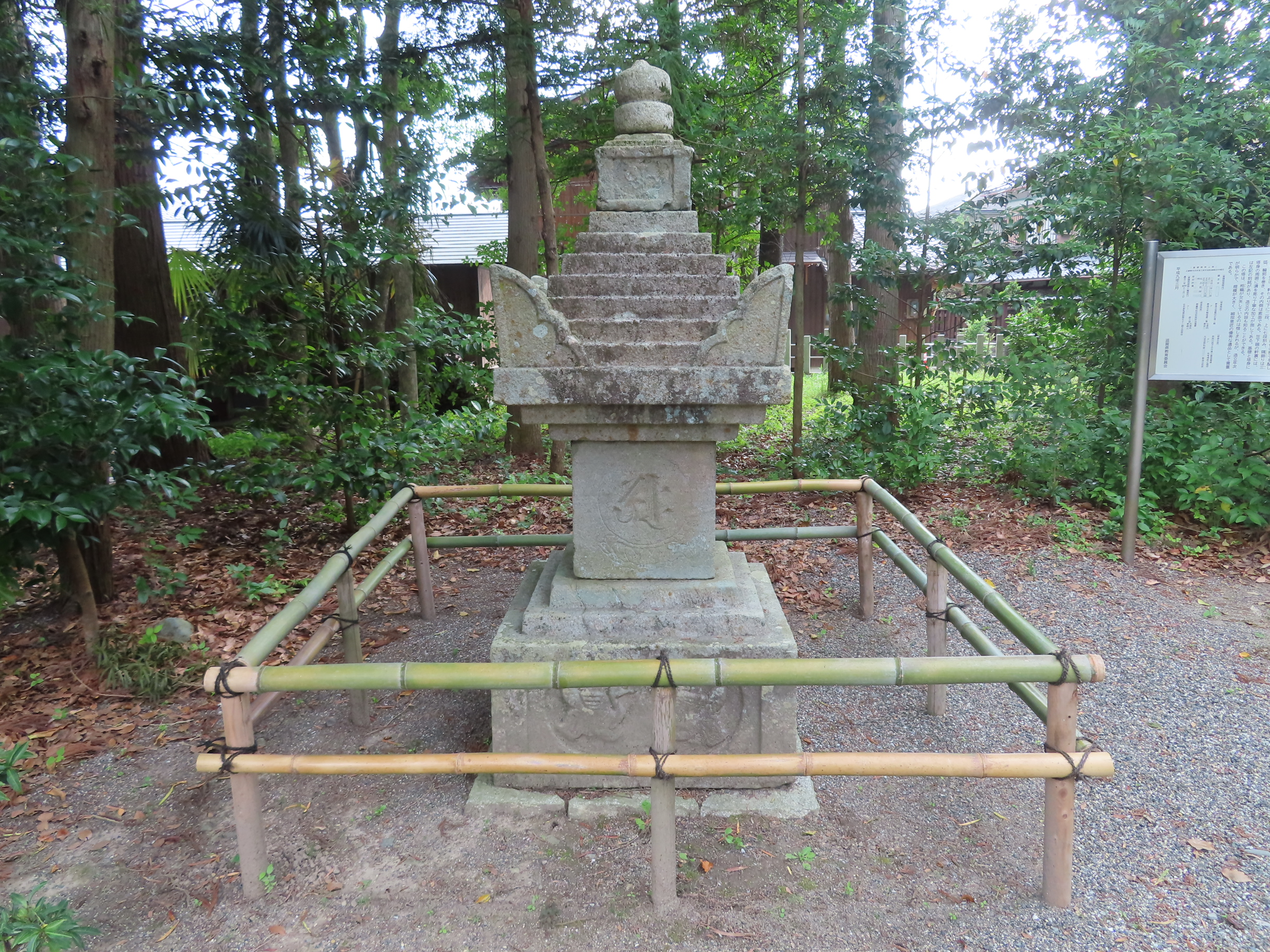
宝篋印塔